# Благословенский сельсовет
Благословенский сельсовет — сельское поселение в Оренбургском районе Оренбургской области Российской Федерации.
Административный центр — село Благословенка.

## История
24 сентября 2004 года в соответствии с законом Оренбургской области № 1472/246-III-ОЗ образовано сельское поселение Благословенский сельсовет, установлены границы муниципального образования.

## Население
| 2010  | 2012  | 2013  | 2014  | 2015  | 2016  | 2017  |
| ----- | ----- | ----- | ----- | ----- | ----- | ----- |
| 1111  | ↗1332 | ↗1354 | ↘1321 | ↗1367 | ↗1397 | ↗1433 |
| 2018  | 2019  | 2020  | 2021  |       |       |       |
| ↗1469 | ↗1478 | ↘1477 | ↗1485 |       |       |       |

## Состав сельского поселения
| № | Населённый пункт | Тип населённого пункта       | Население |
| - | ---------------- | ---------------------------- | --------- |
| 1 | Благословенка    | село, административный центр | ↗1485     |